# من سيربح المليون؟ (النسخة المغاربية)
من سيربح المليون برنامج أسئلة معلومات عامة يقدم جوائز مالية كبيرة لمن يجاوب بشكل صحيح ومتتالي على أسئلة البرنامج. هو النسخة المغاربية من برنامج من سيربح المليون؟ الذي كانت تعرضه قناة أم بي سي.
البرنامج يحمل نفس اسم شقيقه الأول ولكنه كان مخصص فقط لسكان دول المغرب العربي التالية: المغرب، الجزائر وتونس.
انطلق البرنامج في 23 أغسطس 2009، أول أيام شهر رمضان المبارك على قناة نسمة التونسية. قدمه الممثل المغربي رشيد الوالي. الجائزة الكبرى المقدمة بلغ قدرها 500.000 يورو، ولكن المشتركون يستلمون الجائزة التي يحصلون عليها بعملة بلادهم. يتم تسجيل حلقات البرنامج في مدينة الحمامات التونسية.

## طريقة اللعب
شروط المسابقة والديكور وعدد الأسئلة ووسائل المساعدة الثلاثة هي نفس النسخة المشرقية ولكن في النسخة المغاربية تم إلغاء سؤال السرعة والاشتراك يتم عبر الرسائل النصية القصيرة، حيث يتم اختيار المشتركين من خلال السحب بالقرعة عبر الكمبيوتر وامتحانهم لاحقا عوضا عن سؤال السرعة الذي كان معتمدا سابقا. تم التفكير في توسيع رقعة المشاركة لتشمل أيضا ليبيا وموريتانيا لكن هذا الشيء لم يحدث.
على المتسابق الإجابة على 15 سؤال للحصول على نصف مليون يورو، حيث الأسئلة تتدرج في صعوبتها من الأسهل فالأصعب طبقا لمراحل البرنامج حسب الجوائز المالية المرصودة. يوجد محطتين هامتين وهما السؤال الخامس والسؤال العاشر وفيهيما يضمن المشارك المبلغ مهما حصل بعد ذلك.
سلسلة الأرباح اتي اعتمدت في النسخة المغاربية هي على النحو التالي:
- السؤال الأول • 25 €
- السؤال الثاني • 50 €
- السؤال الثالث • 125 €
- السؤال الرابع • 250 €
- السؤال الخامس • 500 € (المحطة الأولى)
- السؤال السادس • 1.000 €
- السؤال السابع • 2.000 €
- السؤال الثامن • 4.000 €
- السؤال التاسع • 6.000 €
- السؤال العاشر • 10.000 € (المحطة الثانية)
- السؤال الحادي عشر • 20.000 €
- السؤال الثاني عشر • 50.000 €
- السؤال الثالث عشر • 100.000 €
- السؤال الرابع عشر • 200.000 €
- السؤال الخامس عشر • 500.000 €

المتسابق يمكنه الانسحاب وأخذ المبلغ الحاصل عليه متى شاء. عندها يترك المتسابق الإستوديو؛ ورشيد الوالي يعلن اسم المتسابق الجديد الذي سيدخل.
السؤال الشهير "جواب نهائي" الذي يطرحه جورج قرداحي على المتسابقين قبل تثبيت الإجابة في النسخة العربية، استبدل بعبارة "إللي ليها ليها" باللهجة المغربية.

## وسائل المساعدة
المسابقة تقدم للمشتركين ثلاثة وسائل مساعدة، يمكن استعمال كل وسيلة لمرة واحدة فقط خلال المشاركتهم، وذلك عندما لا يعرفون الجواب الصحيح أو لديهم شك في إحدى الاحتمالات المطروحة. الوسائل المتاحة هي التالية:
- حذف إجابتين: الكومبيوتر يحذف إجابتين من الثلاث الخطأ؛
- اتصال بصديق: المتسابق لديه 30 ثانية لتكلم مع شخص من بين ثلاثة اختارهم سلفا، يمكنه معرفة الجواب الصحيح،
- مساعدة الجمهور: الجمهور الحاضر يختار عبر جهاز إلكتروني الإجابة التي يعتبرها صحيحة.

## مشتركون مميزون
معظم المشتركين خرجوا من المسابقة حاصلين فقط على قيمة المحطة الأولى المضمونة التي قيمتها 500 يورو ولم يستطيعوا الوصول إلى السؤال العاشر. أما أكبر جائزة قدمت كانت في الحلقة الأولى حصلت عليها
- مها لاغة من تونس فازت بمبلغ 20.000 يورو في الحلقة الأولى بـ 23 أغسطس 2009.
- رفيعة الرماح من تونس فازت بمبلغ 20.000 يورو في الحلقة الأولى بـ 31 أغسطس 2009.

## وصلات خارجية
- موقع البرنامج على قناة نسمة (فرنسي)